# إيرما فيلا
إيرما فيلا (بالإسبانية: Irma Vila)‏ هي مغنية وممثلة مكسيكية، ولدت في 14 سبتمبر 1916 في إسبانيا، وتوفيت في 22 مايو 1993 بمدينة مكسيكو في المكسيك.

## وصلات خارجية
- إيرما فيلا على موقع IMDb (الإنجليزية)
- إيرما فيلا على موقع ميوزك برينز (الإنجليزية)
- إيرما فيلا على موقع ديسكوغز (الإنجليزية)
- إيرما فيلا على موقع قاعدة بيانات الفيلم (الإنجليزية)
- إيرما فيلا على موقع كينوبويسك (الروسية)